# Federální shromáždění
Federální shromáždění (zkráceně FS, plným názvem Federální shromáždění Československé socialistické republiky, později Federální shromáždění Československé Federativní Republiky, poté Federální shromáždění České a Slovenské Federativní Republiky) byl dvoukomorový federální parlament v ČSSR (v letech 1969–1990) a ČSFR (1990–1992), nástupce dřívějšího Národního shromáždění ČSSR. 
Mottem Federálního shromáždění v letech 1969–1990 bylo heslo "VEŠKERÁ MOC V ČESKOSLOVENSKÉ SOCIALISTICKÉ REPUBLICE PATŘÍ PRACUJÍCÍMU LIDU".

## Historie

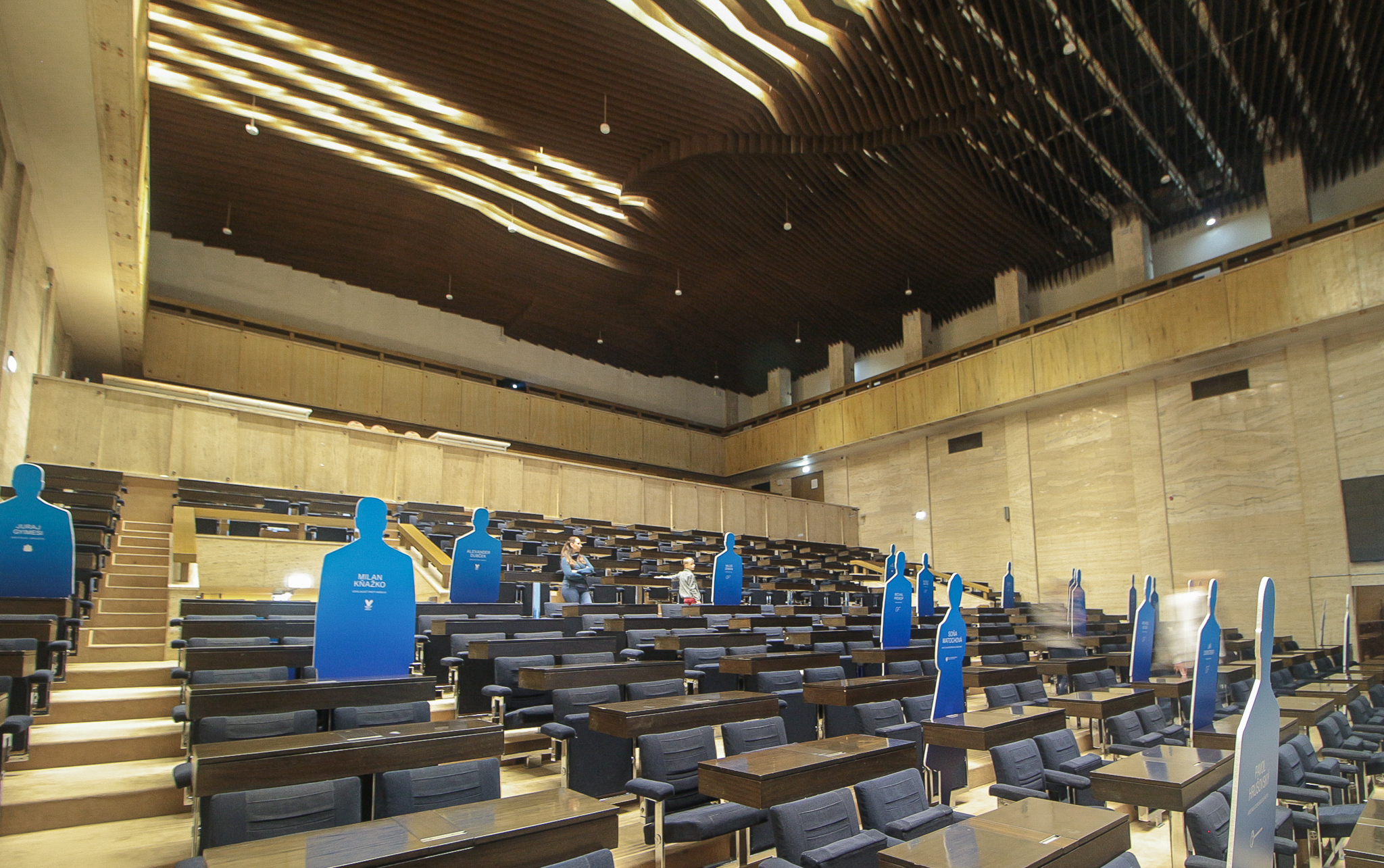
Budova bývalého Federálního shromáždění - Sněmovna lidu

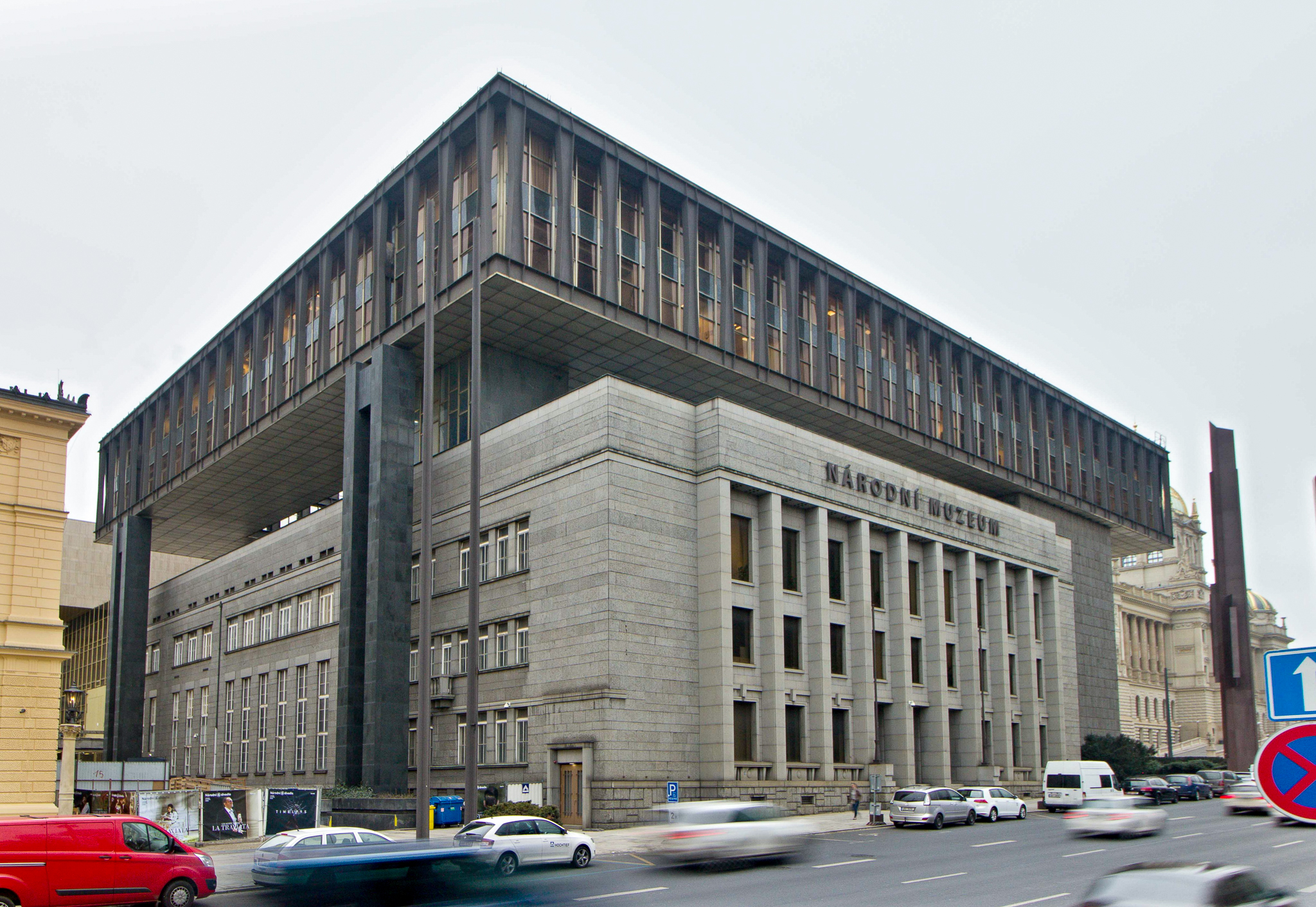
Nová budova Federálního shromáždění jako organická nadstavba někdejší budovy Pražské burzy.

Federální shromáždění bylo zřízeno Ústavním zákonem o československé federaci v rámci federalizace Československa od 1. ledna 1969. První schůze Federálního shromáždění (společná schůze obou sněmoven) se konala 30.–31. ledna 1969 ve Španělském sále na Pražském hradě. 
Od roku 1974 orgán sídlil v budově Federálního shromáždění, přistavěné k bývalé Pražské burse pro zboží a cenné papíry z roku 1938 nedaleko hlavní budovy Národního muzea.
Federální shromáždění zaniklo k 31. prosinci 1992 se zánikem československé federace.

## Struktura
Federální shromáždění tvořily dvě komory:
- Sněmovna lidu – počet poslanců z obou republik odpovídal poměrem počtu obyvatel
- Sněmovna národů – rovný počet poslanců z obou republik, v případě některých zákonů bylo nutno získat jak většinu poslanců zvolených v tehdejší České socialistické republice, tak i poslanců zvolených ve Slovenské socialistické republice.

Souběžně s Federálním shromážděním působily též dva samostatné parlamenty národních republik, Česká národní rada a Slovenská národní rada. V době komunistické normalizace bylo jeho fungování spíše formální, parlament ve skutečnosti nebyl hlavním „centrem moci“.

### Volby
Volby do Federálního shromáždění se konaly v pětiletém intervalu. Vzhledem k dobové situaci (normalizace) byly volby po většinu jeho trvání pouze formální (volila se jednotná kandidátka Národní fronty). Historicky jediné řádné a z dnešního hlediska relativně svobodné volby do Federálního shromáždění proběhly v letech 1990 a 1992.
Volební období:
- 1969–1971 (Sněmovna lidu vznikla z předchozího Národního shromáždění, poslance Sněmovny národů zvolila Česká národní rada a Slovenská národní rada)
- 1971–1976 (volby do SL, SN)
- 1976–1981 (volby do SL, SN)
- 1981–1986 (volby do SL, SN)
- 1986–1990 (volby do SL, SN; v lednu až březnu 1990 byly sněmovny obměněny kooptacemi)
- 1990–1992 (volby do SL, SN)
- 1992 (volby do SL, SN)

### Kooptace
Ve dvou historických obdobích byli poslanci do Federálního shromáždění doplňováni nikoliv volbou, ale kooptací.
Koncem roku 1969 v rámci normalizace byli z parlamentu odstraňováni emigranti a reformní komunisté (Jan Šubrt, Jiří Pelikán, Gertruda Sekaninová-Čakrtová, František Kriegel, František Vodsloň, Božena Fuková a Václav Prchlík) a nahrazeni novými poslanci, kooptovanými (Jaroslav Kožešník, Vladimír Vedra, Jan Fojtík a Vladimír Mařík), přičemž při výběru hrálo podstatnou roli národnostní hledisko.
Podruhé byla cesta obměny všech tří parlamentů (Federální shromáždění ČSSR, Česká národní rada, Slovenská národní rada) kooptací zvolena při Sametové revoluci. Dne 28. prosince 1989 přijalo Federální shromáždění tzv. kooptační zákon, tedy ústavní zákon č. 183/1989 Sb., o volbě nových poslanců zákonodárných sborů, podle něhož se v případě uprázdnění poslaneckého místa neměly konat nové volby, ale nového člena si volil zákonodárný sbor sám. Tento zákon měl stanovenou účinnost do dne voleb, nejpozději však do konce roku 1990. Současně byl přijat i ústavní zákon č. 182/1989 Sb., jímž se změnilo znění poslaneckého slibu. Kooptace nových poslanců Federálního shromáždění probíhaly od 28. prosince 1989 do 27. února 1990, kdy byly přijaty zákony o volbách v červnu 1990.
Od 23. ledna 1990 do 31. března 1990 mohli být podle ústavního zákona 14/1990 Sb., o odvolávání poslanců zastupitelských sborů a volbě nových poslanců národních výborů, přijatého 23. ledna 1990 a vyhlášeného a účinného od téhož dne, poslanci, kteří v rámci rozložení politických sil nebo vzhledem k svému dosavadnímu působení neskýtají záruky rozvoje politické demokracie, ze své funkce odvoláni politickou stranou, jejímiž jsou členy. Poslance bez stranické příslušnosti mohl odvolat příslušný orgán Národní fronty po vzájemné dohodě s Občanským fórem v České socialistické republice a s hnutím Veřejnost proti násilí ve Slovenské socialistické republice. Fakticky byla odvolání poslanců obou komor přijata předsednictvy sněmoven během dvou dnů, 29. a 30. ledna 1990.
Za autora myšlenky kooptace v roce 1989, kterou mnozí přijímali s nesouhlasem či rozpaky, bývá označován reformní komunista Zdeněk Jičínský, který to považoval za akt spravedlivé odplaty za odstranění reformních komunistů z parlamentu kooptací v roce 1969. O měsíc později vláda konstatovala, že toto řešení zdiskreditovalo Českou republiku v zahraničí.
28. prosince 1989 byl předsedou Federálního shromáždění zvolen čerstvě kooptovaný poslanec Alexander Dubček.
Předsedy Federálního shromáždění byli:
1. 1969 Peter Colotka
2. 1969 Alexander Dubček
3. 1969-1971 Dalibor Hanes
4. 1971-1989 Alois Indra
5. 1989 Stanislav Kukrál
6. 1989-1992 Alexander Dubček
7. 1992 Michal Kováč

## Sídlo
Federální shromáždění sídlilo v budově Federálního shromáždění z roku 1974, přistavěné k bývalé Pražské burse pro zboží a cenné papíry z roku 1938 nedaleko hlavní budovy Národního muzea. Po zániku Československa budovu v letech 1995 až 2009 využívalo Rádio Svobodná Evropa/Rádio Svoboda. Od roku 2009 budova patří Národnímu muzeu.